# Hải Vân quan
Hải Vân Quan (海雲關), là cửa ải trên đèo Hải Vân có từ thời nhà Trần và được xây dựng thành một công trình phòng thủ quy mô vào thời Nguyễn (năm Minh Mạng thứ 7 - năm 1826).

## Kiến trúc

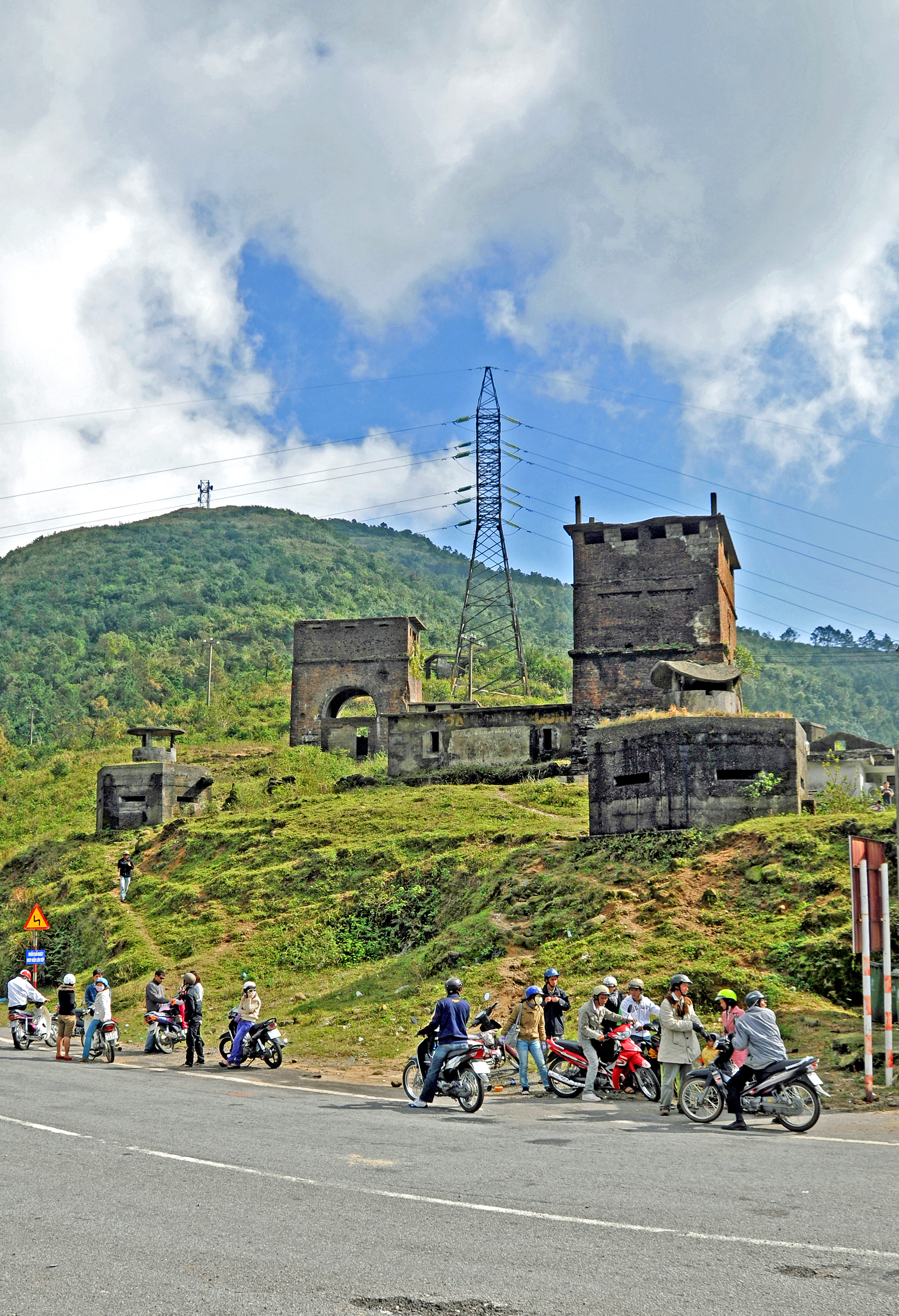
Di tích Hải vân quan (2009)

Tháng Hai năm Bính Tuất (1826), vua Minh Mạng xuống chỉ cho xây một công trình phòng thủ quy mô ở đỉnh đèo Hải Vân. Công trình gồm có hai cửa quan lớn, to cao, bề thế. Cửa trước (nhìn về phía Đà Nẵng) viết ba chữ “Hải vân quan”, cửa sau (nhìn về phía kinh thành Huế) viết sáu chữ “Thiên hạ đệ nhất hùng quan”. Lạc khoản một bên góc bảng còn ghi thêm "Minh Mệnh thất niên cát nhật tạo", tức là làm vào ngày tốt năm Minh Mệnh thứ 7 (1826). Danh hiệu này tương truyền do vua Lê Thánh Tông phong tặng khi nhà vua dừng quân ở đây vào năm Canh Thìn (1470).
Xung quanh công trình xếp đá làm tường tạo thành một vòng thành cao và kín, bên trong có Trú sở (nhà ở của lính), Vũ khố (kho vũ khí)... Từ đó, ai muốn vượt qua ải Hải Vân đều phải qua hai lần cửa xây bằng gạch vồ theo lối vòm cuốn, giống cửa ở kinh thành Huế, nhưng không có vọng lâu, bên trên cửa là sân thượng dùng để quan sát bốn phía, có xây bậc thang lên xuống. Công trình xây dựng trong vài tháng, do phủ Thừa Thiên và tỉnh Quảng Nam cùng thuê dân làm, sau đó triều đình phái biền binh (lính địa phương) chở súng ống theo viên quan trấn thủ đóng giữ.
Sách Đại Nam thực lục chính biên chép rõ:
"Phía trước, phía sau đều đặt một cửa quan (ngạch trước viết ba chữ "Hải Vân quan" (海雲關), ngạch sau viết 6 chữ "Thiên hạ đệ nhất hùng quan" (天下第一雄關). Cửa trước cao và dài đều 15 thước (khoảng 6 m), ngang 17 thước 5 tấc, cửa sau cao 15 thước, dài 11 thước, ngang 18 thước 1 tấc, cửa tò vò đều cao 10 thước 8 tấc, ngang 8 thước 1 tấc. Phía tả hữu cửa quan, xếp đá làm tường, trước sau tiếp nhau. Phái biền binh 4 đội Hữu sai và 2 đội Ứng sai chở súng ống đến để đấy (súng quá sơn bằng đồng 5 cỗ, ống phun lửa 200 ống, pháo thăng thiên 100 cây và thuốc đạn theo súng). Chuẩn định từ Hải Vân trở ra Bắc thuộc quản hạt Thừa Thiên, từ ngoài Hải Vân trở vào Nam thuộc quảng hạt Quảng Nam".

## Lịch sử

Cổng Hải Vân quan (1930)

Năm 1876, trước khi người Pháp lập nền Bảo hộ thì nhà địa lý học Jules-Léon Dutreuil de Rhins khi đi đường bộ từ Đà Nẵng ra Huế có ghi nhận rằng cửa ải có 50 lính canh phòng. Năm 1885 sau khi ký Hòa ước Giáp Thân (1884) thì số lính chỉ còn khoảng 5 người và sang đầu thế kỷ 20 khi Henri Coserat của Hội Đô thành Hiếu cổ (Association des Amis du Vieux Hué) lên đèo quan sát thì cửa ải đã bị bỏ ngỏ, không còn ai canh gác.
Cửa ải Hải Vân còn chứng kiến cuộc ngự du của vua Thành Thái vào mùa hè năm 1896. Xa giá của vua đi đường thủy vào đến Lăng Cô, nghỉ qua đêm rồi hôm sau đăng sơn. Vua cưỡi ngựa; tháp tùng là giới chức Pháp gồm có Toàn quyền Rousseau và Khâm sứ Brière lên tận cửa ải để ngắm cảnh quan.
Từ đầu thế kỉ XX, di tích bị xuống cấp trầm trọng. Ngoài ra, nơi đỉnh Hải Vân hiện vẫn còn một vài lô cốt (tàn tích của Đồn Nhất) do quân đội Pháp xây dựng vào năm 1926 để bảo vệ ngọn đèo chiến lược này. Sau đồn bót ấy được chuyển sang tay quân đội Mỹ. Trong 2 cuộc kháng chiến chống Pháp và chống Mỹ, đèo Hải Vân là nơi đã liên tiếp diễn ra những trận đánh lớn.
Năm 2017 cửa ải Hải Vân (Hải Vân Quan) được Bộ Văn hóa, Thể thao và Du lịch ký quyết định xếp hạng di tích cấp quốc gia. Do Hải Vân Quan nằm trên địa bàn thị trấn Lăng Cô (huyện Phú Lộc, tỉnh Thừa Thiên Huế) và phường Hòa Hiệp Bắc (quận Liên Chiểu, Đà Nẵng) nên Ủy ban Nhân dân tỉnh Thừa Thiên Huế và Đà Nẵng cùng chịu trách nhiệm quản lý di tích này.
Đến năm 2021, dự án tôn tạo, trùng tu di tích này được hai địa phương Thừa Thiên Huế và Đà Nẵng cùng phối hợp triển khai thực hiện với diện tích khoảng 6.500m2 và tổng mức đầu tư là hơn 42 tỉ đồng. Công trình này được trùng tu hoàn thành vào năm 2024.

## Hình ảnh

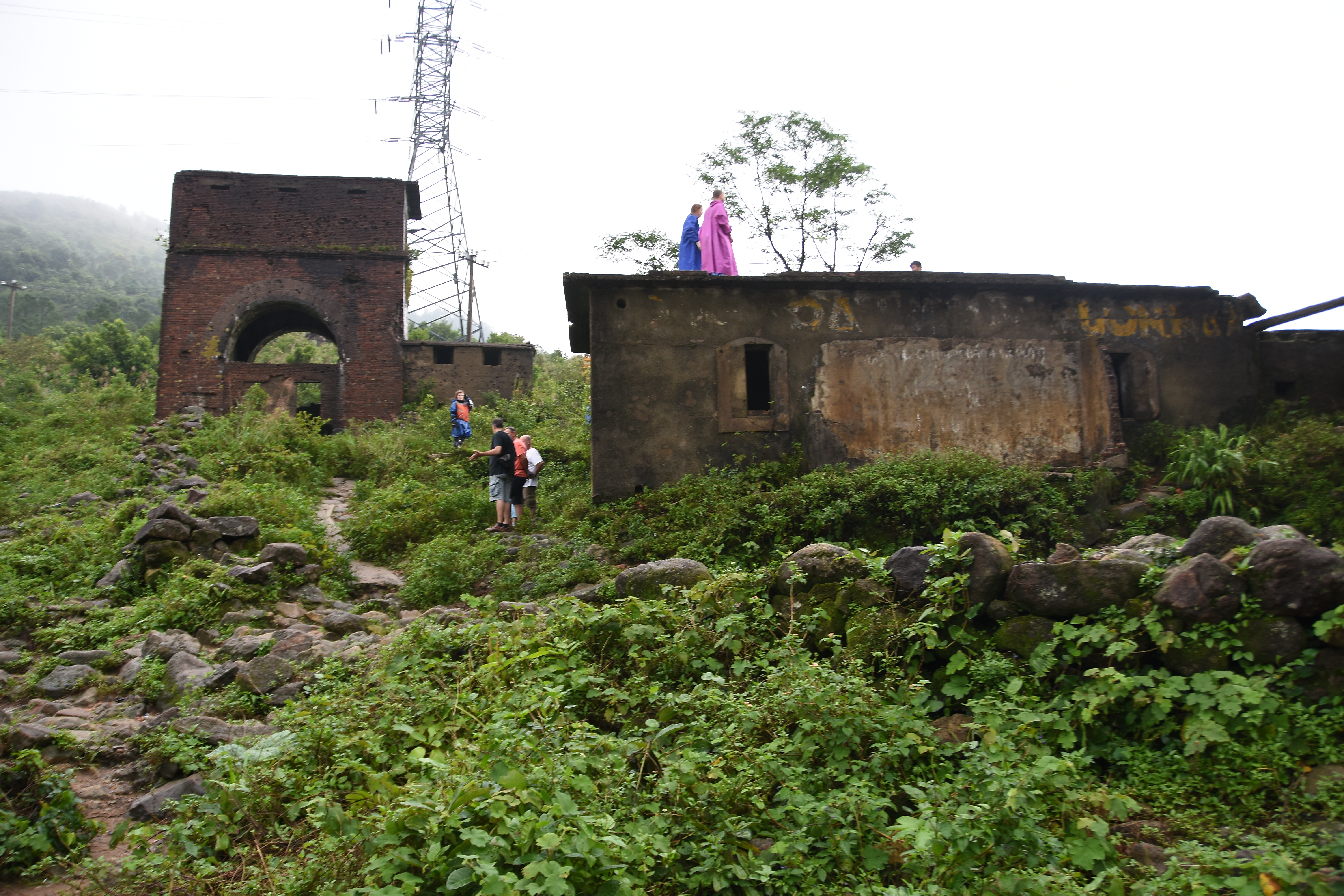
Di tích Hải Vân quan bị bỏ hoang (2016)
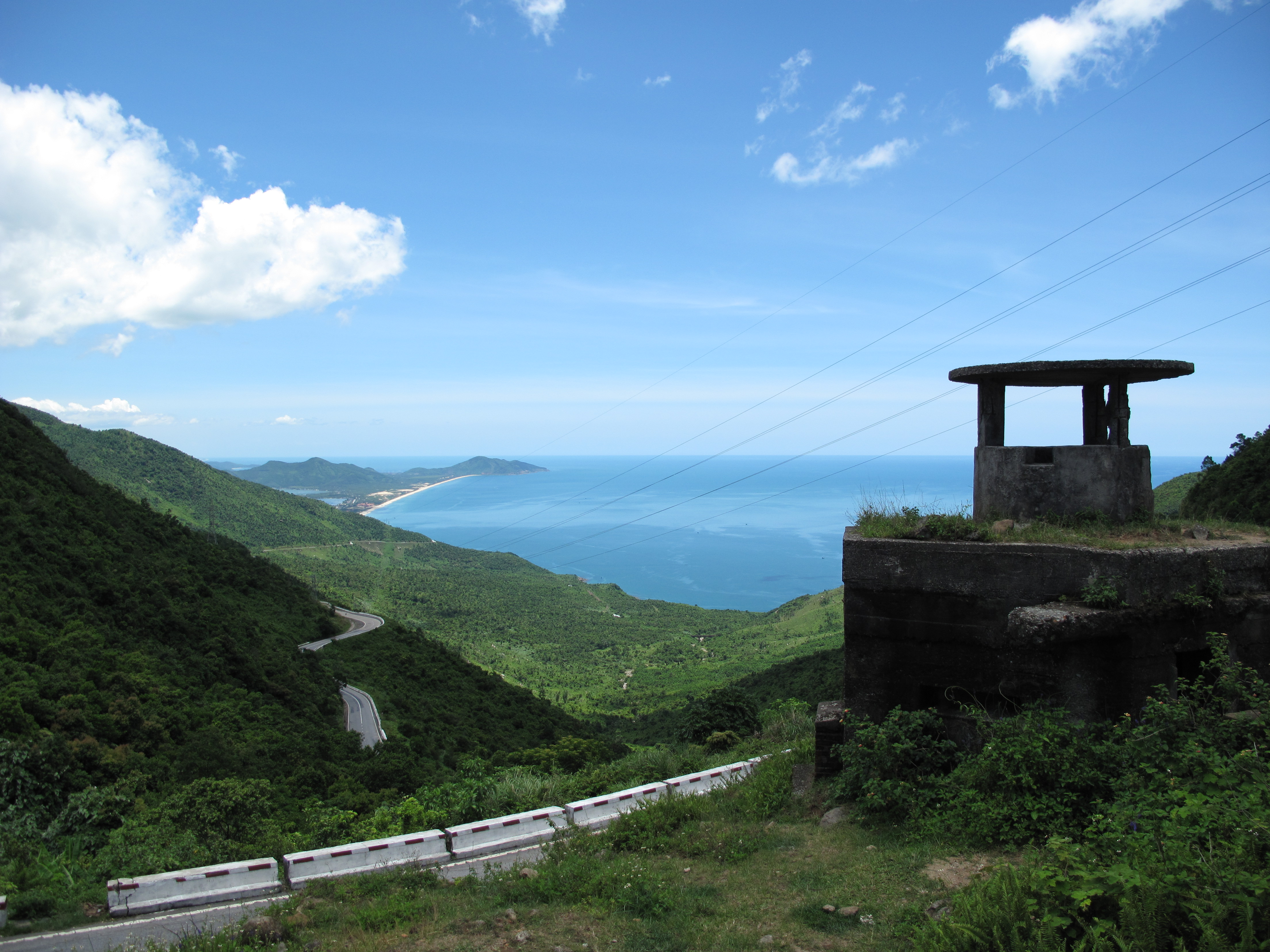
Một lô cốt còn lại nhìn ra phía Lăng Cô
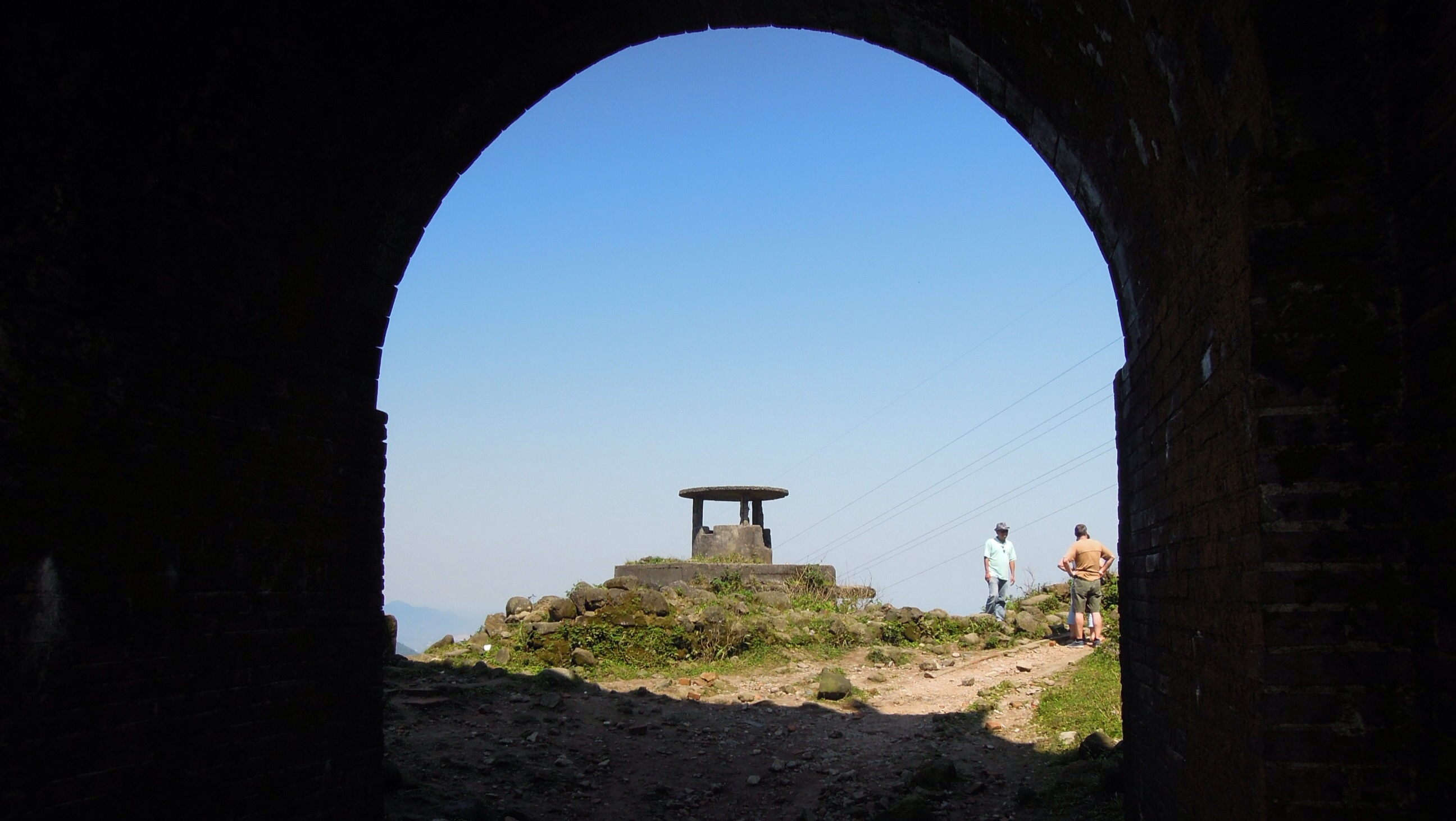
Lô cốt ở Hải Vân quan
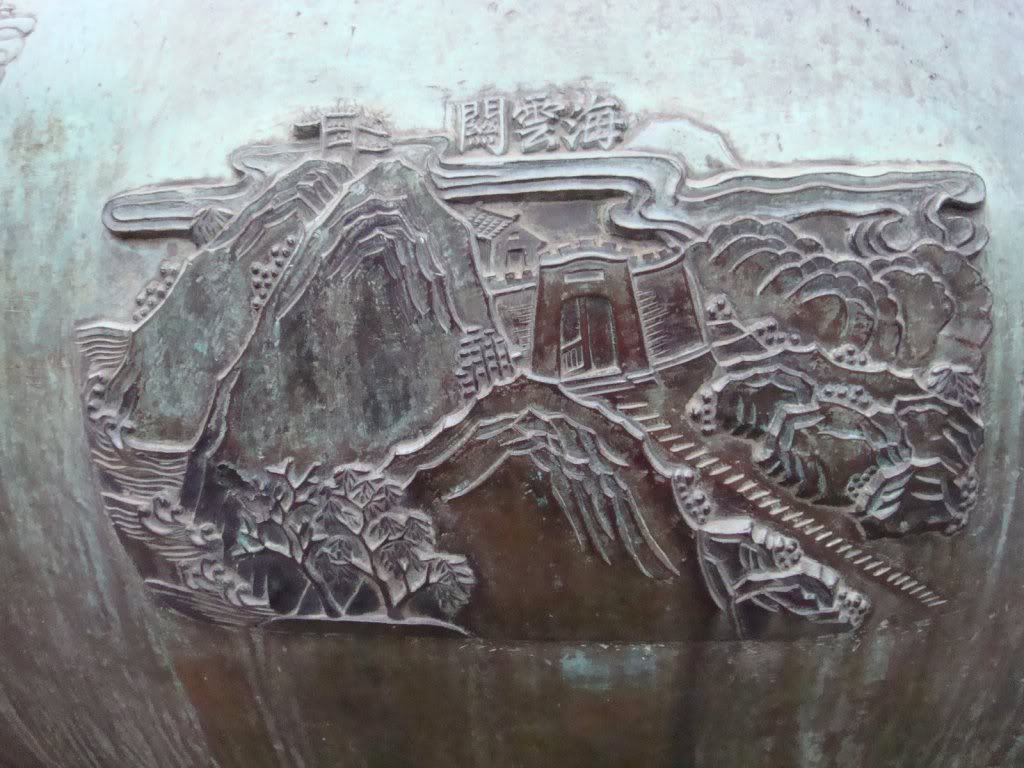
Hải vân quan trên cửu đỉnh.
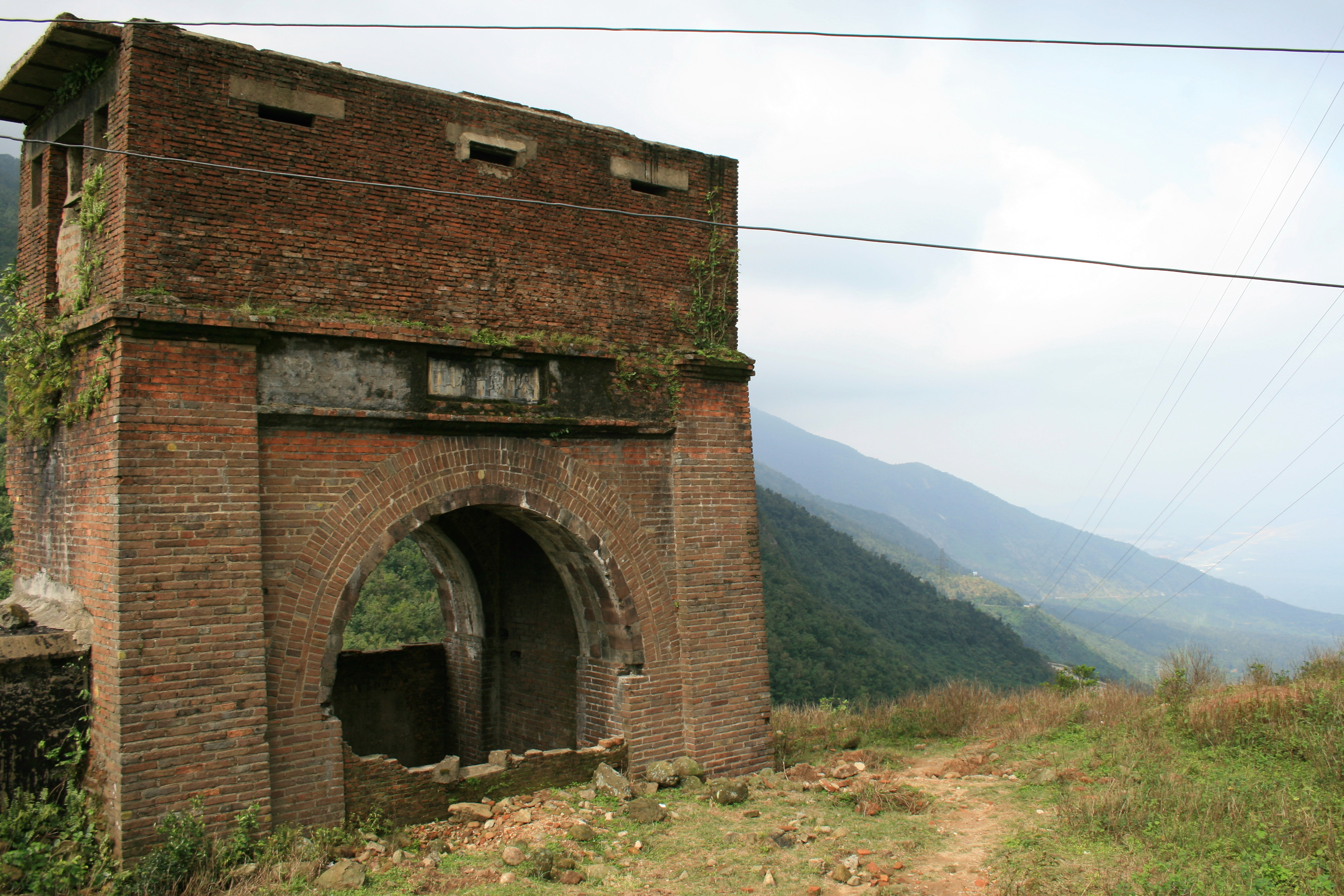
Cổng thành Hải vân quan